# Metastatia pyrrhorhoea
Metastatia pyrrhorhoea är en fjärilsart som beskrevs av Jacob Hübner 1827. Metastatia pyrrhorhoea ingår i släktet Metastatia och familjen björnspinnare. Inga underarter finns listade i Catalogue of Life.